# Canton d'Arnay-le-Duc
Le canton d'Arnay-le-Duc est une circonscription électorale française située dans le département de la Côte-d'Or et la région Bourgogne-Franche-Comté.
À la suite du redécoupage cantonal de 2014, les limites territoriales du canton sont remaniées. Le nombre de communes du canton passe de 20 à 92.

## Histoire
- De 1845 à 1848, les cantons d'Arnay-le-Duc et de Liernais avaient le même conseiller général. Le nombre de conseillers généraux était limité à 30 par département.
- Un nouveau découpage territorial entre en vigueur à l'occasion des élections départementales de mars 2015, défini par le décret du 18 février 2014[4], en application des lois du 17 mai 2013 (loi organique 2013-402 et loi 2013-403)[5]. Les conseillers départementaux sont, à compter de ces élections, élus au scrutin majoritaire binominal mixte. Les électeurs de chaque canton élisent au Conseil départemental, nouvelle appellation du Conseil général, deux membres de sexe différent, qui se présentent en binôme de candidats. Les conseillers départementaux sont élus pour 6 ans au scrutin binominal majoritaire à deux tours, l'accès au second tour nécessitant 12,5 % des inscrits au 1er tour. En outre la totalité des conseillers départementaux est renouvelée. Ce nouveau mode de scrutin nécessite un redécoupage des cantons dont le nombre est divisé par deux avec arrondi à l'unité impaire supérieure si ce nombre n'est pas entier impair, assorti de conditions de seuils minimaux[6].
- Dans la Côte-d'Or, le nombre de cantons passe ainsi de 43 à 23. Le nombre de communes du canton d'Arnay-le-Duc passe de 20 à 92. Ce nouveau canton intègre intégralement les anciens cantons de Bligny-sur-Ouche, d'Arnay-le-Duc, de Pouilly-en-Auxois, de Nolay et de Liernais.

## Géographie
Ce canton est organisé autour d'Arnay-le-Duc dans l'arrondissement de Beaune. Son altitude varie de 307 m (Voudenay) à 528 m (Allerey) pour une altitude moyenne de 395 m.

## Représentation

### Conseillers généraux de 1833 à 2015
| Période  | Période          | Identité                                         | Étiquette       | Qualité |
| -------- | ---------------- | ------------------------------------------------ | --------------- | --- |
| 1833     | 1839 (démission) | Charles Montcimet de Musigny                     |                 | Propriétaire à Musigny                                                                                      |
| 1839     | 1845             | Jean-Marie Pinot                                 |                 | Propriétaire, maire d'Arnay-le-Duc                                                                          |
| 1845     | 1848             | Guy Pierre Lazare Bourceret                      |                 | Docteur en médecine à Arnay-le-Duc, conseiller d'arrondissement                                             |
| 1848     | 1851             | Camille Bourceret (1817-1862, fils du précédent) |                 | Propriétaire et avocat à Arnay-le-Duc                                                                       |
| 1851     | 1852             | Albert Guiod                                     |                 | Avocat à Beaune                                                                                             |
| 1852     | 1864             | Ferdinand Coste-Michéa                           |                 | Maître de forges à Lacanche                                                                                 |
| 1864     | 1866             | Gabriel Benoît-Champy                            |                 | Propriétaire, avocat à Paris Maire du Fête                                                                  |
| 1866     | 1870             | Joseph Marquis de Villers-La Faye                |                 | Propriétaire à Saint-Pierre-en-Vaux                                                                         |
| 1870     | 1889 (décès)     | François Auguste Dubois                          | Gauche radicale | Ancien avoué Député (1871-1888) Maire de Dijon (1870-1872)                                                  |
| 1889     | 1897 (décès)     | Léon Communaux                                   | Républicain     | Industriel à Arnay-le-Duc, conseiller d'arrondissement                                                      |
| Fév.1898 | 1906 (décès)     | Antoine François Vollot                          | Républicain     | Maire d'Arnay-le-Duc                                                                                        |
| 1906     | 1913 (démission) | Jules Thomeret                                   | Républicain     | Industriel à Arnay-le-Duc                                                                                   |
| 1913     | 1940 (décès)     | Claude Chauveau                                  | Rad.ind.        | Médecin - Sénateur (1910-1940) Ministre de l'Agriculture (1932) Président du Conseil général (1919-1940)    |
|          |                  |                                                  |                 | |
| 1943     | 1945             | Hubert Coste (1890-1945)                         |                 | Ingénieur centralien, maitre de forges Maire de Lacanche (1925-1945) Nommé conseiller départemental en 1942 |
|          |                  |                                                  |                 | |
| 1945     | 1949             | Pierre Meunier                                   | URS-app.PCF     | Rédacteur au Ministère des Finances Député de 1946 à 1958                                                   |
| 1949     | 1955             | Charles Dureux (1907-1996)                       | DVD             | Constructeur de machines agricoles Adjoint au maire d'Arnay-le-Duc                                          |
| 1955     | 1985             | Pierre Meunier                                   | UP              | Député de 1946 à 1958 Maire d'Arnay-le-Duc de 1971 à 1983 Conseiller régional de 1976 à 1979                |
| 1985     | 2015             | Pierre Gobbo                                     | DVG             | Fonctionnaire Maire de Lacanche (1983-2020) Président de la C.C. du Pays d'Arnay                            |

### Conseillers d'arrondissement (de 1833 à 1940)
| Période                                  | Période          | Identité                      | Étiquette                | Qualité |
| ---------------------------------------- | ---------------- | ----------------------------- | ------------------------ | --- |
| 1833                                     | 1845             | Guy Pierre Lazare Bourceret   |                          | Médecin à Arnay-le-Duc                                                                                             |
| 1845                                     | 1848             | Jean-Baptiste Guyot           |                          | Juge de paix à Arnay-le-Duc                                                                                        |
| 1848                                     | 1852             | François Bonaventure Grignard |                          | Propriétaire à Allerey                                                                                             |
| 1852                                     | 1861             | Guy Édouard Loydreau          |                          | Médecin, archéologue, maire de Maligny                                                                             |
| 1861                                     | 1867             | Jules Leriche (1824-1891)     |                          | Notaire, maire d'Arnay-le-Duc                                                                                      |
| 1867                                     | 1871             | Pierre-Louis Dessarsins       |                          | Ancien Inspecteur des forêts                                                                                       |
| 1871                                     | 1872 (décès)     | François Grignard             |                          | Propriétaire à Hully, Allerey                                                                                      |
|                                          |                  |                               |                          | |
| 1880                                     | 1883             | François Raignard (1814-1884) |                          | Instituteur, conseiller municipal d'Arnay-le-Duc                                                                   |
| 1883                                     | 1889             | Léon Communaux                | Républicain              | Propriétaire à Arnay-le-Duc                                                                                        |
| 1889                                     | 1898             | Antoine François Vollot       | Républicain progressiste | Propriétaire, maire d' Arnay-le-Duc                                                                                |
| 1898                                     | 1912 (démission) | Jean-Louis Billier            | Radical                  | Propriétaire exploitant, maire de Magnien, suppléant du juge de paix à Arnay-le-Duc, nommé juge de paix à Vitteaux |
| 4 août 1912                              | 1940             | Jean-Baptiste Guénot          | Rad.                     | Maire d'Allerey |
| 1940                                     |                  |                               |                          | Les conseils d'arrondissement ont été suspendus par la loi du 12 octobre 1940 et n'ont jamais été réactivés        |
| Les données manquantes sont à compléter. |                  |                               |                          | |

### Représentation depuis 2015
| Période élective | Période élective | Mandat | Mandat   | Identité                  | Nuance | Nuance | Qualité |
| ---------------- | ---------------- | ------ | -------- | ------------------------- | ------ | ------ | --- |
| 2015             | 2021             | 2015   | 2021     | Béatrice Moingeon-Hermary |        | PS     | Aide-soignante retraitée Ancienne adjointe au maire de Saint-Pierre-en-Vaux                                                     |
| 2015             | 2021             | 2015   | 2021     | Pierre Poillot            |        | PS     | Agriculteur Maire de Vianges Président de la Communauté de communes de Liernais Ancien conseiller général du canton de Liernais |
| 2021             | 2028             | 2021   | en cours | Isabelle Cognard          |        | DVG    | Cadre du secteur privé, maire de Chazilly                                                                                       |
| 2021             | 2028             | 2021   | en cours | Pierre Poillot            |        | PS     | Agriculteur Maire de Vianges |

### Résultats détaillés

#### Élections de mars 2015
À l'issue du 1er tour des élections départementales de 2015, trois binômes sont en ballottage : Béatrice Moingeon Hermary et Pierre Poillot (PS, 35,19 %), René Lioret et Delphine Schlegel (FN, 30,97 %) et Claude Coron et Jérôme Soupart (Union de la Droite, 25,96 %). Le taux de participation est de 54,67 % (8 419 votants sur 15 401 inscrits) contre 53,86 % au niveau départemental et 50,17 % au niveau national.
Au second tour, Béatrice Moingeon Hermary et Pierre Poillot (PS) sont élus avec 41,84 % des suffrages exprimés et un taux de participation de 57,63 % (3 553 voix pour 8 852 votants et 15 360 inscrits).

#### Élections de juin 2021
Le premier tour des élections départementales de 2021 est marqué par un très faible taux de participation (33,26 % au niveau national). Dans le canton d'Arnay-le-Duc, ce taux de participation est de 40,61 % (6 139 votants sur 15 116 inscrits) contre 36,24 % au niveau départemental. À l'issue de ce premier tour, deux binômes sont en ballottage : Isabelle Cognard et Pierre Poillot (DVG, 48,15 %) et Jean-Marie Faivret et Christine Moingeon-Perrot (DVC, 27,78 %).
Le second tour des élections est marqué une nouvelle fois par une abstention massive équivalente au premier tour. Les taux de participation sont de 34,3 % au niveau national, 37,05 % dans le département et 41,49 % dans le canton d'Arnay-le-Duc. Isabelle Cognard et Pierre Poillot (DVG) sont élus avec 60,4 % des suffrages exprimés (3 472 voix pour 6 275 votants et 15 125 inscrits),,.

## Composition

### Composition avant 2015
Le canton d'Arnay-le-Duc regroupait 20 communes.
| Nom                      | Code Insee | Codepostal | Superficie (km2) | Population (dernière pop. légale) | Densité (hab./km2) |
| ------------------------ | ---------- | ---------- | ---------------- | --------------------------------- | ------------------ |
| Arnay-le-Duc (chef-lieu) | 21023      | 21230      | 11,95            | 1 547 (2012)                      | 129                |
| Allerey                  | 21009      | 21230      | 18,99            | 168 (2012)                        | 8,8                |
| Antigny-la-Ville         | 21015      | 21230      | 8,40             | 116 (2012)                        | 14                 |
| Champignolles            | 21140      | 21230      | 6,34             | 70 (2012)                         | 11                 |
| Clomot                   | 21181      | 21230      | 8,49             | 126 (2012)                        | 15                 |
| Culètre                  | 21216      | 21230      | 5,59             | 86 (2012)                         | 15                 |
| Cussy-le-Châtel          | 21222      | 21230      | 7,23             | 117 (2012)                        | 16                 |
| Le Fête                  | 21264      | 21230      | 3,11             | 50 (2012)                         | 16                 |
| Foissy                   | 21274      | 21230      | 15,12            | 158 (2012)                        | 10                 |
| Jouey                    | 21325      | 21230      | 24,26            | 196 (2012)                        | 8,1                |
| Lacanche                 | 21334      | 21230      | 7,16             | 594 (2012)                        | 83                 |
| Longecourt-lès-Culêtre   | 21354      | 21230      | 4,43             | 46 (2012)                         | 10                 |
| Magnien                  | 21363      | 21230      | 24,43            | 345 (2012)                        | 14                 |
| Maligny                  | 21374      | 21230      | 16,72            | 218 (2012)                        | 13                 |
| Mimeure                  | 21414      | 21230      | 13,83            | 299 (2012)                        | 22                 |
| Musigny                  | 21447      | 21230      | 6,11             | 84 (2012)                         | 14                 |
| Saint-Pierre-en-Vaux     | 21566      | 21230      | 10,86            | 133 (2012)                        | 12                 |
| Saint-Prix-lès-Arnay     | 21567      | 21230      | 11,29            | 246 (2012)                        | 22                 |
| Viévy                    | 21683      | 21230      | 32,88            | 343 (2012)                        | 10                 |
| Voudenay                 | 21715      | 21230      | 21,45            | 189 (2012)                        | 8,8                |

L'ensemble des communes du canton était regroupé dans la Communauté de communes du Pays d'Arnay.

### Composition depuis 2015
Après le redécoupage de 2014, le canton d'Arnay-le-Duc comprenait 92 communes entières.
À la suite de la fusion, au 1er janvier 2019, de Cormot-le-Grand et de Vauchignon pour former la commune de Cormot-Vauchignon, d'Ivry-en-Montagne et de Jours-en-Vaux pour former la commune de Val-Mont, le nombre de communes descend à 90.
| Nom                                  | Code Insee | Intercommunalité                           | Superficie (km2) | Population (dernière pop. légale) | Densité (hab./km2) | Modifier                                    |
| ------------------------------------ | ---------- | ------------------------------------------ | ---------------- | --------------------------------- | ------------------ | ------------------------------------------- |
| Arnay-le-Duc (bureau centralisateur) | 21023      | CC du Pays d'Arnay Liernais                | 11,95            | 1 355 (2022)                      | 113                | modifier les données · modifier les données |
| Allerey                              | 21009      | CC du Pays d'Arnay Liernais                | 18,99            | 175 (2022)                        | 9,2                | modifier les données · modifier les données |
| Antheuil                             | 21014      | CC de Pouilly-en-Auxois - Bligny-sur-Ouche | 10,28            | 62 (2022)                         | 6,0                | modifier les données · modifier les données |
| Antigny-la-Ville                     | 21015      | CC du Pays d'Arnay Liernais                | 8,40             | 87 (2022)                         | 10                 | modifier les données · modifier les données |
| Arconcey                             | 21020      | CC de Pouilly-en-Auxois - Bligny-sur-Ouche | 15,06            | 218 (2022)                        | 14                 | modifier les données · modifier les données |
| Aubaine                              | 21030      | CC de Pouilly-en-Auxois - Bligny-sur-Ouche | 16,21            | 89 (2022)                         | 5,5                | modifier les données · modifier les données |
| Aubigny-la-Ronce                     | 21032      | CA Beaune Côte et Sud                      | 11,79            | 170 (2022)                        | 14                 | modifier les données · modifier les données |
| Auxant                               | 21036      | CC de Pouilly-en-Auxois - Bligny-sur-Ouche | 5,56             | 83 (2022)                         | 15                 | modifier les données · modifier les données |
| Bard-le-Régulier                     | 21046      | CC du Pays d'Arnay Liernais                | 9,10             | 75 (2022)                         | 8,2                | modifier les données · modifier les données |
| Baubigny                             | 21050      | CA Beaune Côte et Sud                      | 10,31            | 208 (2022)                        | 20                 | modifier les données · modifier les données |
| Bellenot-sous-Pouilly                | 21062      | CC de Pouilly-en-Auxois - Bligny-sur-Ouche | 14,63            | 230 (2022)                        | 16                 | modifier les données · modifier les données |
| Bessey-en-Chaume                     | 21065      | CC de Pouilly-en-Auxois - Bligny-sur-Ouche | 10,46            | 119 (2022)                        | 11                 | modifier les données · modifier les données |
| Bessey-la-Cour                       | 21066      | CC de Pouilly-en-Auxois - Bligny-sur-Ouche | 4,59             | 54 (2022)                         | 12                 | modifier les données · modifier les données |
| Beurey-Bauguay                       | 21068      | CC de Pouilly-en-Auxois - Bligny-sur-Ouche | 7,30             | 120 (2022)                        | 16                 | modifier les données · modifier les données |
| Blancey                              | 21082      | CC de Pouilly-en-Auxois - Bligny-sur-Ouche | 6,73             | 55 (2022)                         | 8,2                | modifier les données · modifier les données |
| Blanot                               | 21083      | CC du Pays d'Arnay Liernais                | 18,26            | 120 (2022)                        | 6,6                | modifier les données · modifier les données |
| Bligny-sur-Ouche                     | 21087      | CC de Pouilly-en-Auxois - Bligny-sur-Ouche | 27,99            | 815 (2022)                        | 29                 | modifier les données · modifier les données |
| Bouhey                               | 21091      | CC de Pouilly-en-Auxois - Bligny-sur-Ouche | 7,64             | 50 (2022)                         | 6,5                | modifier les données · modifier les données |
| Brazey-en-Morvan                     | 21102      | CC du Pays d'Arnay Liernais                | 17,22            | 150 (2022)                        | 8,7                | modifier les données · modifier les données |
| La Bussière-sur-Ouche                | 21120      | CC de Pouilly-en-Auxois - Bligny-sur-Ouche | 20,65            | 185 (2022)                        | 9,0                | modifier les données · modifier les données |
| Censerey                             | 21124      | CC du Pays d'Arnay Liernais                | 11,99            | 180 (2022)                        | 15                 | modifier les données · modifier les données |
| Chailly-sur-Armançon                 | 21128      | CC de Pouilly-en-Auxois - Bligny-sur-Ouche | 18,65            | 276 (2022)                        | 15                 | modifier les données · modifier les données |
| Champignolles                        | 21140      | CC du Pays d'Arnay Liernais                | 6,34             | 79 (2022)                         | 12                 | modifier les données · modifier les données |
| Châteauneuf                          | 21152      | CC de Pouilly-en-Auxois - Bligny-sur-Ouche | 10,06            | 81 (2022)                         | 8,1                | modifier les données · modifier les données |
| Châtellenot                          | 21153      | CC de Pouilly-en-Auxois - Bligny-sur-Ouche | 11,52            | 163 (2022)                        | 14                 | modifier les données · modifier les données |
| Chaudenay-la-Ville                   | 21155      | CC de Pouilly-en-Auxois - Bligny-sur-Ouche | 5,18             | 38 (2022)                         | 7,3                | modifier les données · modifier les données |
| Chaudenay-le-Château                 | 21156      | CC de Pouilly-en-Auxois - Bligny-sur-Ouche | 5,27             | 48 (2022)                         | 9,1                | modifier les données · modifier les données |
| Chazilly                             | 21164      | CC de Pouilly-en-Auxois - Bligny-sur-Ouche | 8,79             | 148 (2022)                        | 17                 | modifier les données · modifier les données |
| Civry-en-Montagne                    | 21176      | CC de Pouilly-en-Auxois - Bligny-sur-Ouche | 7,70             | 129 (2022)                        | 17                 | modifier les données · modifier les données |
| Clomot                               | 21181      | CC du Pays d'Arnay Liernais                | 8,49             | 121 (2022)                        | 14                 | modifier les données · modifier les données |
| Colombier                            | 21184      | CC de Pouilly-en-Auxois - Bligny-sur-Ouche | 3,90             | 66 (2022)                         | 17                 | modifier les données · modifier les données |
| Commarin                             | 21187      | CC de Pouilly-en-Auxois - Bligny-sur-Ouche | 6,39             | 121 (2022)                        | 19                 | modifier les données · modifier les données |
| Cormot-Vauchignon                    | 21195      | CA Beaune Côte et Sud                      | 10,12            | 210 (2022)                        | 21                 | modifier les données · modifier les données |
| Créancey                             | 21210      | CC de Pouilly-en-Auxois - Bligny-sur-Ouche | 16,71            | 520 (2022)                        | 31                 | modifier les données · modifier les données |
| Crugey                               | 21214      | CC de Pouilly-en-Auxois - Bligny-sur-Ouche | 6,30             | 167 (2022)                        | 27                 | modifier les données · modifier les données |
| Culètre                              | 21216      | CC du Pays d'Arnay Liernais                | 5,59             | 101 (2022)                        | 18                 | modifier les données · modifier les données |
| Cussy-la-Colonne                     | 21221      | CC de Pouilly-en-Auxois - Bligny-sur-Ouche | 6,09             | 44 (2022)                         | 7,2                | modifier les données · modifier les données |
| Cussy-le-Châtel                      | 21222      | CC du Pays d'Arnay Liernais                | 7,23             | 120 (2022)                        | 17                 | modifier les données · modifier les données |
| Diancey                              | 21229      | CC du Pays d'Arnay Liernais                | 9,96             | 98 (2022)                         | 9,8                | modifier les données · modifier les données |
| Écutigny                             | 21243      | CC de Pouilly-en-Auxois - Bligny-sur-Ouche | 5,69             | 79 (2022)                         | 14                 | modifier les données · modifier les données |
| Éguilly                              | 21244      | CC de Pouilly-en-Auxois - Bligny-sur-Ouche | 5,69             | 70 (2022)                         | 12                 | modifier les données · modifier les données |
| Essey                                | 21251      | CC de Pouilly-en-Auxois - Bligny-sur-Ouche | 12,61            | 308 (2022)                        | 24                 | modifier les données · modifier les données |
| Le Fête                              | 21264      | CC du Pays d'Arnay Liernais                | 3,11             | 45 (2022)                         | 14                 | modifier les données · modifier les données |
| Foissy                               | 21274      | CC du Pays d'Arnay Liernais                | 15,12            | 169 (2022)                        | 11                 | modifier les données · modifier les données |
| Jouey                                | 21325      | CC du Pays d'Arnay Liernais                | 24,26            | 190 (2022)                        | 7,8                | modifier les données · modifier les données |
| Lacanche                             | 21334      | CC du Pays d'Arnay Liernais                | 7,16             | 477 (2022)                        | 67                 | modifier les données · modifier les données |
| Liernais                             | 21349      | CC du Pays d'Arnay Liernais                | 28,53            | 485 (2022)                        | 17                 | modifier les données · modifier les données |
| Longecourt-lès-Culêtre               | 21354      | CC du Pays d'Arnay Liernais                | 4,43             | 55 (2022)                         | 12                 | modifier les données · modifier les données |
| Lusigny-sur-Ouche                    | 21360      | CC de Pouilly-en-Auxois - Bligny-sur-Ouche | 10,07            | 116 (2022)                        | 12                 | modifier les données · modifier les données |
| Maconge                              | 21362      | CC de Pouilly-en-Auxois - Bligny-sur-Ouche | 6,27             | 134 (2022)                        | 21                 | modifier les données · modifier les données |
| Magnien                              | 21363      | CC du Pays d'Arnay Liernais                | 24,43            | 318 (2022)                        | 13                 | modifier les données · modifier les données |
| Maligny                              | 21374      | CC du Pays d'Arnay Liernais                | 16,72            | 175 (2022)                        | 10                 | modifier les données · modifier les données |
| Manlay                               | 21375      | CC du Pays d'Arnay Liernais                | 19,03            | 199 (2022)                        | 10                 | modifier les données · modifier les données |
| Marcheseuil                          | 21379      | CC du Pays d'Arnay Liernais                | 17,44            | 151 (2022)                        | 8,7                | modifier les données · modifier les données |
| Marcilly-Ogny                        | 21382      | CC de Pouilly-en-Auxois - Bligny-sur-Ouche | 17,87            | 192 (2022)                        | 11                 | modifier les données · modifier les données |
| Martrois                             | 21392      | CC de Pouilly-en-Auxois - Bligny-sur-Ouche | 7,59             | 61 (2022)                         | 8,0                | modifier les données · modifier les données |
| Meilly-sur-Rouvres                   | 21399      | CC de Pouilly-en-Auxois - Bligny-sur-Ouche | 14,91            | 231 (2022)                        | 15                 | modifier les données · modifier les données |
| Ménessaire                           | 21403      | CC du Pays d'Arnay Liernais                | 14,91            | 79 (2022)                         | 5,3                | modifier les données · modifier les données |
| Mimeure                              | 21414      | CC du Pays d'Arnay Liernais                | 13,83            | 326 (2022)                        | 24                 | modifier les données · modifier les données |
| Molinot                              | 21420      | CA Beaune Côte et Sud                      | 12,68            | 166 (2022)                        | 13                 | modifier les données · modifier les données |
| Mont-Saint-Jean                      | 21441      | CC de Pouilly-en-Auxois - Bligny-sur-Ouche | 27,66            | 257 (2022)                        | 9,3                | modifier les données · modifier les données |
| Montceau-et-Écharnant                | 21427      | CC de Pouilly-en-Auxois - Bligny-sur-Ouche | 18,58            | 179 (2022)                        | 9,6                | modifier les données · modifier les données |
| Musigny                              | 21447      | CC du Pays d'Arnay Liernais                | 6,11             | 91 (2022)                         | 15                 | modifier les données · modifier les données |
| Nolay                                | 21461      | CA Beaune Côte et Sud                      | 14,30            | 1 419 (2022)                      | 99                 | modifier les données · modifier les données |
| Painblanc                            | 21476      | CC de Pouilly-en-Auxois - Bligny-sur-Ouche | 9,15             | 169 (2022)                        | 18                 | modifier les données · modifier les données |
| Pouilly-en-Auxois                    | 21501      | CC de Pouilly-en-Auxois - Bligny-sur-Ouche | 10,12            | 1 554 (2022)                      | 154                | modifier les données · modifier les données |
| La Rochepot                          | 21527      | CA Beaune Côte et Sud                      | 13,91            | 281 (2022)                        | 20                 | modifier les données · modifier les données |
| Rouvres-sous-Meilly                  | 21533      | CC de Pouilly-en-Auxois - Bligny-sur-Ouche | 4,43             | 85 (2022)                         | 19                 | modifier les données · modifier les données |
| Saint-Martin-de-la-Mer               | 21560      | CC du Pays d'Arnay Liernais                | 23,22            | 279 (2022)                        | 12                 | modifier les données · modifier les données |
| Saint-Pierre-en-Vaux                 | 21566      | CC du Pays d'Arnay Liernais                | 10,86            | 139 (2022)                        | 13                 | modifier les données · modifier les données |
| Saint-Prix-lès-Arnay                 | 21567      | CC du Pays d'Arnay Liernais                | 11,29            | 203 (2022)                        | 18                 | modifier les données · modifier les données |
| Sainte-Sabine                        | 21570      | CC de Pouilly-en-Auxois - Bligny-sur-Ouche | 8,41             | 172 (2022)                        | 20                 | modifier les données · modifier les données |
| Santosse                             | 21583      | CA Beaune Côte et Sud                      | 7,93             | 60 (2022)                         | 7,6                | modifier les données · modifier les données |
| Saussey                              | 21588      | CC de Pouilly-en-Auxois - Bligny-sur-Ouche | 8,97             | 72 (2022)                         | 8,0                | modifier les données · modifier les données |
| Savilly                              | 21593      | CC du Pays d'Arnay Liernais                | 8,31             | 79 (2022)                         | 9,5                | modifier les données · modifier les données |
| Semarey                              | 21600      | CC de Pouilly-en-Auxois - Bligny-sur-Ouche | 7,32             | 130 (2022)                        | 18                 | modifier les données · modifier les données |
| Sussey                               | 21615      | CC du Pays d'Arnay Liernais                | 21,11            | 244 (2022)                        | 12                 | modifier les données · modifier les données |
| Thoisy-le-Désert                     | 21630      | CC de Pouilly-en-Auxois - Bligny-sur-Ouche | 13,06            | 215 (2022)                        | 16                 | modifier les données · modifier les données |
| Thomirey                             | 21631      | CC de Pouilly-en-Auxois - Bligny-sur-Ouche | 7,07             | 56 (2022)                         | 7,9                | modifier les données · modifier les données |
| Thorey-sur-Ouche                     | 21634      | CC de Pouilly-en-Auxois - Bligny-sur-Ouche | 12,03            | 141 (2022)                        | 12                 | modifier les données · modifier les données |
| Thury                                | 21636      | CA Beaune Côte et Sud                      | 13,27            | 260 (2022)                        | 20                 | modifier les données · modifier les données |
| Val-Mont                             | 21327      | CA Beaune Côte et Sud                      | 19,90            | 250 (2022)                        | 13                 | modifier les données · modifier les données |
| Vandenesse-en-Auxois                 | 21652      | CC de Pouilly-en-Auxois - Bligny-sur-Ouche | 11,25            | 294 (2022)                        | 26                 | modifier les données · modifier les données |
| Veilly                               | 21660      | CC de Pouilly-en-Auxois - Bligny-sur-Ouche | 5,39             | 56 (2022)                         | 10                 | modifier les données · modifier les données |
| Veuvey-sur-Ouche                     | 21673      | CC de Pouilly-en-Auxois - Bligny-sur-Ouche | 10,04            | 215 (2022)                        | 21                 | modifier les données · modifier les données |
| Vianges                              | 21675      | CC du Pays d'Arnay Liernais                | 8,81             | 36 (2022)                         | 4,1                | modifier les données · modifier les données |
| Vic-des-Prés                         | 21677      | CC de Pouilly-en-Auxois - Bligny-sur-Ouche | 8,95             | 110 (2022)                        | 12                 | modifier les données · modifier les données |
| Viévy                                | 21683      | CC du Pays d'Arnay Liernais                | 32,88            | 360 (2022)                        | 11                 | modifier les données · modifier les données |
| Villiers-en-Morvan                   | 21703      | CC du Pays d'Arnay Liernais                | 6,70             | 46 (2022)                         | 6,9                | modifier les données · modifier les données |
| Voudenay                             | 21715      | CC du Pays d'Arnay Liernais                | 21,45            | 193 (2022)                        | 9,0                | modifier les données · modifier les données |
| Canton d'Arnay-le-Duc                | 2101       |                                            | 1 084,23         | 18 801 (2022)                     | 17                 | modifier les données                        |

## Démographie

### Démographie avant 2015
| 1962  | 1968  | 1975  | 1982  | 1990  | 1999  | 2006  | 2011  | 2012  |
| ----- | ----- | ----- | ----- | ----- | ----- | ----- | ----- | ----- |
| 7 143 | 7 349 | 7 086 | 6 454 | 5 669 | 5 334 | 5 226 | 5 158 | 5 131 |

### Démographie depuis 2015
En 2022, le canton comptait 18 801 habitants, en évolution de −0,6 % par rapport à 2016 (Côte-d'Or : +0,82 %, France hors Mayotte : +2,11 %).
| 2013   | 2018   | 2022   |
| ------ | ------ | ------ |
| 19 263 | 18 765 | 18 801 |